# 喜佐方村
喜佐方村（きさがたむら）は、1955年（昭和30年）まで愛媛県南予地方の北宇和郡にあった村である。
宇和海に突き出し、法花津湾（法華津湾）と宇和島湾との境をなす半島の内陸部の農村であった。昭和の合併で吉田町、さらに平成の合併で宇和島市となり、現在に至っている。

## 地理
宇和海に突き出し、法花津湾（法華津湾）と宇和島湾との境をなす半島の内陸部。北を玉津村に、東は立間村に、南は吉田町に、西は奥南村に接する。村域を河内川が東流し、屈曲して河口付近で立間川と合流し、宇和島湾の吉田港に注ぎ込む。河内川の両岸にわずかに谷底平野が形成されている。両岸の背後には標高200mに満たない山々が連なり、山腹はウンシュウミカンの果樹園として利用されている。
川
河内川
村名の由来
戦国時代に「木佐方郷」としてその名が見える。

## 歴史
中世
- 法華津氏の一門の清家氏が治めていたものとみられる。

藩政期
- はじめ宇和島藩領、明暦3年以降伊予吉田藩の領地。
- 1809年（文化6年） - 上喜佐方村を河内村に、下喜佐方村を沖村と改称。

喜佐方村成立以降
- 1889年（明治22年） 12月15日 - 町村制施行時に、沖村（おきむら）、河内村（かわちむら）の2箇村が合併し、喜佐方村成立。北宇和郡に属する。
- 1942年（昭和17年） - 立間村との共同事業で喜佐方隧道貫通。山下亀三郎が工事費全額寄付。
- 1955年（昭和30年）3月1日 ： 玉津村、吉田町、立間村、奥南村及び高光村高串の一部、知永と合併して吉田町となり、喜佐方村は自治体としては消滅。

```
喜佐方村の系譜
（町村制実施以前の村）（明治期）　　　　　　（昭和の合併）　　　　　（平成の合併）
　　　　　　　　　　　町村制施行時
沖　　　━━┓
　　　　　　┣━━━喜佐方村━━━━━━━━━━━━━┓（昭和30年3月1日）
河内　━━━┛　　　　　　　　　　　　　　　　　　　　┃合併
　　　　　　　　　　　　　　　　　あ　　　　　　　　　┣━━━━━━━━━━┓
　　　　　　　　　　吉田町━━━━┳━━━━━━━━━┫　　　　　　　　　　┃
　　　　　　　　　　立間尻村━━━┛　　　　　　　　　┃　　　　　　　　　　┃
　　　　　　　　　　立間村━━━━━━━━━━━━━━┫　　　　　　　　　　┃
　　　　　　　　　　玉津村━━━━━━━━━━━━━━┫　　　　　　　　　　┃
　　　　　　　　　　奥南村━━━━━━━━━━━━━━┫　　　　　　　　　　┃
　　　　　　　　　　高光村━━━━━━━━━━━━━━┻┓　　　　　　　　　┃
　　　　　　　　　　　　　　　　　　　　　　　　　　　い┃　　　　　　　　　┃新設合併
　　　　　　　　　　　　　　　　　　　　　　　　　　　　┃う　　　　　　　　┃平成17年8月1日
　　　　　　　　　　　　　　　　　　　　　　　　　　　　┃　　　　　　　　　┣宇和島市 (新)
　　　　　　　　　　　　　　　　　　　　　宇和島市━━━┻━━━━━━━━━┫
　　　　　　　　　　　　　　　　　　　　　三間町━━━━━━━━━━━━━━┫
　　　　　　　　　　　　　　　　　　　　　津島町━━━━━━━━━━━━━━┛

あ - 昭和13年2月11日立間尻村を編入
い - 昭和30年3月1日高光村のうち知永を合併
う - 昭和30年3月31日高光村を宇和島市に編入
（注記）「吉田町」以下の合併以前の系譜については、それぞれの市町村の記事を参照のこと。

```

## 地域
旧2箇村がそのまま大字となった。吉田町成立後も同様。2005年に宇和島市になってからは、「宇和島市吉田町」の後に旧大字を付けて表記される。（例）宇和島市吉田町河内 宇和島市吉田町沖村
役場は村の西部の大字河内に置かれたが、後に中心は小学校などのある東部の沖村に移っていった。
古くは法花津湾に面し、白浦村に所属した花浦、筋浦も当村に属していたとされる。

## 産業
農業
藩政期には米、麦、甘藷芋、桑などを産し、養蚕が営まれていたものの、必ずしも裕福ではない村であったが、養蚕の衰退に換わり、柑橘類の栽培を早くから導入した。

## 交通
東隣の立間村を国道56号と国鉄予讃本線が南北に縦貫している。村内を東西に県道河内立間停車場線が横断し、幹線道路となっている。また、村の東部の沖浦地区を主要地方道八幡浜三瓶吉田線が南北に縦貫し、玉津村、当村、立間村を連結している（現在は国道378号の一部）。
- 国道56号
- 最寄り駅 - 国鉄予讃本線 立間駅

## 名所
- 大楽寺